# Leo van der Linden
Leo van der Linden (Helmond, 25 november 1943) is een Nederlandse voormalig profvoetballer die voor Helmondia '55, Sittardia, Roda JC en Helmond Sport speelde.

## Loopbaan
Van der Linden maakte op 16-jarige leeftijd zijn competitiedebuut namens Helmondia '55 in een thuiswedstrijd tegen Eindhoven (0-0) op 6 maart 1960. Na afloop van het seizoen vertrok de jonge aanvaller naar eredivisionist VVV, waar zijn optredens beperkt bleven tot het tweede elftal. Na een seizoen keerde Van der Linden samen met ploeggenoot Henk van Leunen weer terug naar Helmondia '55 dat op zijn beurt Harrie Duda afstond aan VVV. De midvoor, die ook als linksbuiten inzetbaar was, groeide in het seizoen 1964/65 uit tot een goalgetter bij de tweededivisionist. Met 27 doelpunten werd Van der Linden zelfs topscorer van het hele Nederlandse betaald voetbal. Na afloop van dat seizoen werd hij gecontracteerd door het ambitieuze Sittardia dat zo snel mogelijk naar de Eredivisie wilde terugkeren. De Sittardse club slaagde in die missie en werd in seizoen 1965/66 kampioen van de Eerste divisie. Mede vanwege terugkerend blessureleed bleef het doelpuntentotaal van de Helmonder in het kampioensjaar beperkt tot 13 goals. Na de promotie gaf trainer Vladimir Beara voor de spitspositie de voorkeur aan Nico Mares. Van der Linden belandde op de bank en vertrok in 1967 naar Roda JC waar hij twee seizoenen zou spelen. In 1969 keerde hij terug naar zijn geboortestad om bij Helmond Sport te gaan spelen waar hij ook zijn profloopbaan afsloot in 1971, waarna hij nog voor de amateurs van HVV Helmond zou uitkomen.

### Profstatistieken
| Seizoen         | Club            | Competitie       | Wed. | Goals |
| --------------- | --------------- | ---------------- | ---- | ----- |
| 1959/60         | Helmondia '55   | Eerste divisie B | –    | 1     |
| 1960/61         | VVV             | Eredivisie       | 0    | 0     |
| 1961/62         | Helmondia '55   | Tweede divisie   | –    | 1     |
| 1962/63         | Helmondia '55   | Tweede divisie B | –    | 10    |
| 1963/64         | Helmondia '55   | Tweede divisie B | 20   | 8     |
| 1964/65         | Helmondia '55   | Tweede divisie B | 26   | 27    |
| 1965/66         | Sittardia       | Eerste divisie   | 14   | 12    |
| 1966/67         | Sittardia       | Eredivisie       | 2    | 1     |
| 1967/68         | Roda JC         | Tweede divisie   | 6    | 1     |
| 1968/69         | Roda JC         | Tweede divisie   | 11   | 10    |
| 1969/70         | Helmond Sport   | Eerste divisie   | 13   | 2     |
| 1970/71         | Helmond Sport   | Eerste divisie   | 18   | 4     |
| Carrière totaal | Carrière totaal | Carrière totaal  | ???  | 77    |